# Sjiisme
Het sjiisme (Arabisch: الشيعة, Perzisch: شیعه - sji'a, letterlijk: volgeling of partij), is een van de twee grote ideologische stromingen binnen de islam waarvan de andere het soennisme is. Sji'a is een korte vorm van sji'at Ali (Arabisch: شيعة علي, šīʿat ʿAlī)‚ de volgelingen van Ali.
Sjiisme komt vooral voor in Iran, waar de geschriften van het sjiisme grotendeels de wetten vormen, maar ook in Azerbeidzjan, Bahrein, Turkije en Irak. Tevens vormen sjiieten een substantiële minderheid in Pakistan, Libanon, Jemen, Syrië, Afghanistan en diverse Golfstaten.
Sjiieten of shi'a zijn volgelingen van de islamitische profeet Mohammed. Zij geloven dat Mohammed zelf Ali ibn Aboe Talib (Mohammeds neef; getrouwd met zijn dochter Fatima) als zijn opvolger aanwees. In het sjiisme staat de religieuze en politieke opvolging van Mohammed over de Hidjaz, het Arabisch Schiereiland en later Perzië centraal. Sjiieten baseren het volgen van Ali als leider na Mohammed op verschillende overleveringen (Hadith) van Mohammed en zijn uitleg van bepaalde ayat uit de Koran. 
De sjiieten verwerpen de eerste drie kaliefen van het soennisme als politieke en religieuze leiders (Aboe Bakr, Omar I en Oethman ibn Affan) en zien hen als usurpators. De twee stromingen werden pas definitief gescheiden nadat imam Hoessein – Mohammeds kleinzoon – in 680 in Karbala (in Irak) met meerdere van zijn familieleden werd onthoofd door de generaals van Yazid I, de toenmalige heerser en zoon van Moe'awija I. Hiernaar wordt door de sjiieten verwezen als "de tragedie van Karbala" en het martelaarschap van Hoessein, die jaarlijks wereldwijd wordt herdacht middels bijeenkomsten waarin lering wordt getrokken uit het verhaal en idealen van Hoessein.

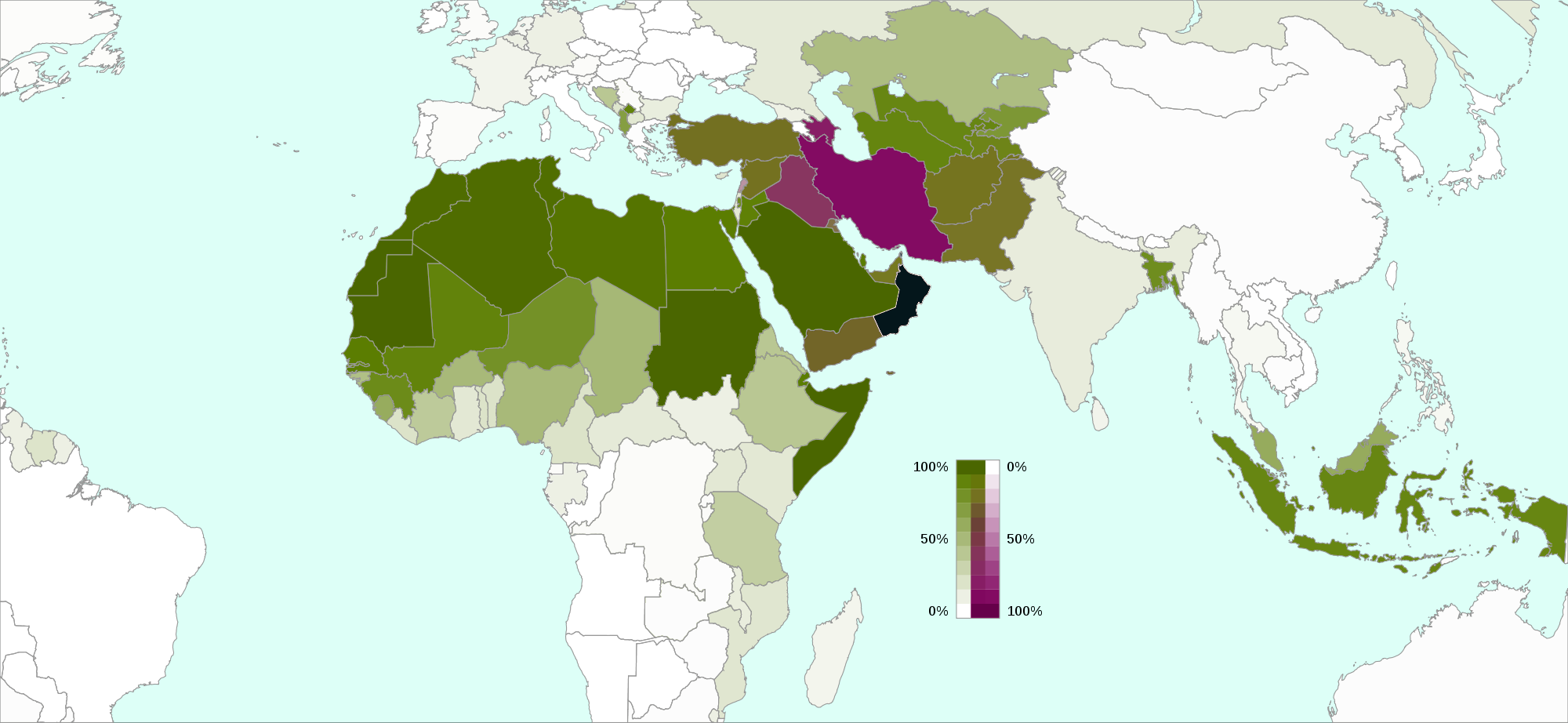
Landen met een moslimbevolking van minimaal 10% (groen is soennitisch, paars is sjiitisch, zwart is ibadisch)

## Wat sjiieten geloven

### Koran en soenna
Sjiieten (afgeleid van Shia, wat "volgeling" betekent) geloven in de Koran als het woord van God en in de soenna (bestaande uit geverifieerde bijdragen die men Hadith noemt) als de overgeleverde levensnormen van Mohammed. Dit zijn de bronnen waarop de sjiieten hun wetten en regels baseren. In de soenna zoals sjiieten die volgen, worden niet alle vroege teksten (Hadith) erkend als authentiek. Reden hiervoor is dat de Hadith zijn opgenomen in talloze verzamelingen, die veelal rond 800-850 zijn opgetekend. Aangezien na het overlijden van Mohammed er vele, niet te verifiëren bronnen van Hadith zijn geschreven (volgens tellingen zelfs tot 600.000), nemen de sjiieten alleen de Hadith aan die te herleiden zijn tot de bloedverwanten van Mohammed zelf. Om dit systeem van authenticiteit te beveiligen werken de sjiieten met een zogeheten "ketting" van overleveringen. Dat betekent dat de identiteit van de bron steeds wordt vermeld net zo lang tot de bron te herleiden is naar Mohammed zelf.

### Ahl al-Bayt en de twaalf imams
Mohammed, Ali ibn Aboe Talib (neef van Mohammed), Fatima (de dochter van Mohammed en vrouw van Ali) en Ali's zonen Hassan ibn Ali en Hoessein ibn Ali worden leden van de Ahl al-Bayt genoemd, wat "mensen van Het Huis" betekent. Hiermee wordt verwezen naar het 'heilige' huishouden of anders gezegd de 'specifieke familieleden' van de profeet Mohammed.
Ali is voor de sjiieten de belangrijkste persoon na de profeet Mohammed. Ali is volgens zowel soennitische als sjiitische overleveringen de enige persoon die ooit in de Kaäba (het heiligdom voor moslims) is geboren. Daarnaast is hij voor een groot deel van zijn jeugd opgevoed door Mohammed.
In de ithna ashri, de grootste stroming binnen het sjiisme, zijn er twaalf imams bestaande uit Ali (eerste imam) en zijn twee zonen Hassan (tweede imam) en Hoessein (derde imam) en de negen nakomelingen uit de lijn van Hoessein die elkaar opvolgden. Van deze twaalf imams worden de eerste zes ook erkend in het ismaïlisme, de op een na grootste stroming binnen het sjiisme. De eerste vier imams worden ook erkend in het zaïdisme, de op twee na grootste stroming binnen het sjiisme. Daarnaast worden er binnen het ismaïlisme en het zaïdisme imams erkend die niet in de ithna ashri worden erkend. De taak van de imams in het sjiisme is het beschermen van de filosofie en ware uitleg (tafsir) van de Koran en daarmee de islam als godsdienst.
De sjiieten geloven dat de voor hun heilige imams en huisgenoten van Mohammed werden tegengewerkt of gedood door de latere dynastieën. Volgens de sjiieten van de ithna ashri zouden alle imams, behalve de twaalfde imam (Mohammed al-Mahdi) de martelaarsdood zijn gestorven. Tevens is onderdeel van hun credo dat deze imam door God verborgen wordt gehouden om niet te worden vervolgd en de sjiieten te voorzien van leiding op aarde.
De sjiieten geloven net als de soennieten in één God, de profeet Mohammed als laatste boodschapper, in de Koran als het woord van God. Het belangrijkste verschil is het geloof dat de imams als leiders worden gezien die gekozen zijn door God om de boodschap van de islam te beschermen en uit te leggen.
Sjiieten behorende tot de ithna ashri en het ismaïlisme geloven dat de imams zondeloos zijn aangezien zij na de laatste profeet, Mohammed door Allah zijn aangewezen als leiders voor de gehele mensheid. Dit baseren zij op soera De Partijscharen 33. Soennieten geloven dat alleen profeten zonder zonden kunnen zijn.

### Mahdi
Sjiieten hebben de overtuiging dat de ware, door God gezonden imam, de Mahdi, eens zal terugkeren om vrede en rechtvaardigheid te stichten. Het verschil tussen sjiieten en soennieten op dit punt: de sjiieten geloven dat imam Mahdi al is geboren (in de ithna ashri is dit Mohammed al-Mahdi, de twaalfde imam) en op latere leeftijd door God is bevolen om zich terug te trekken van de mensheid. Bij zijn terugkeer zal hij worden vergezeld door Isa (Jezus) die wordt gezien als profeet in de islam. Soennieten geloven ook in zijn terugkeer, maar geloven meestal dat hij nog geboren moet worden.

### Overige verschillen met soennieten
Bijzondere kenmerken van de sjiieten zijn de belangrijke plaats van de imams, de nadruk op hun positie als bloedverwanten van Mohammed, hun martelaarschap, de rol van de mystiek, de heilige plaatsen, de bedevaarten, de grote feesten en openbare rouw tijdens de maand moeharram (oktober). In deze maand vormt de Asjoera (letterlijk: de tiende) het hoogtepunt van de tiendaagse rouwperiode om de martelaarsdood en afslachting van Imam Hoessein, en zijn familieleden waaronder zijn vrouw en de meeste van zijn kinderen waaronder de brute moord op zijn zes maanden oude baby in 680. De herdenkingen vinden op deze tiende dag een climax. Tijdens Asjoera bezoeken de gelovigen eerst de moskee. Ze sluiten de avond af met het navertellen van wat er nabij Karbala was gebeurd. De gelovigen herbeleven met het vertellen van emotionele verhalen het drama rond imam Hoessein ibn Ali. Zo wordt symbolisch het lijden en pijn van Hoessein meegedragen.
Het fysiek zien van Allah is volgens de sjiieten onmogelijk, wel is God waar te nemen met het hart. De reden hiervoor is onder andere dat Allah volgens het sjiisme geen creatie is die je kunt waarnemen zoals je andere creaties waarneemt. Soennieten daarentegen geloven dat een mens God in fysieke vorm kan waarnemen na de dood en nemen beeldspraak soms letterlijk. Tegengesteld aan wat vaak over het sjiisme wordt verteld, geloven sjiieten niet dat de Koran is vervalst of onvolledig zou zijn. Een kritiekpunt op de wijziging van de Koran stamt uit overleveringen binnen de sjiitische literatuur en exegese van de Koran waarin vaak bestaande verzen anders zijn verwoord en klassieke geleerden binnen de ithna ashri die dit standpunt verdedigd hebben. Wel zijn zij ervan overtuigd dat enkel Mohammed en zijn familieleden de ware betekenis/uitleg van de Koran hebben gedefinieerd en daarmee het noodzakelijk is om die uitleg te volgen, aangezien hun kennis door God is gegeven en zij dit niet, zoals velen beweren, zelf hebben bedacht. Het grootste bewijs hiervan is voor de sjiieten de negende imam Mohammed ibn Ali Al Jawad die op zeer jonge leeftijd (8-9 jaar oud) volledige kennis over wetenschap, wetten en complexe juridische zaken, en religieuze en ethische kwesties beschikte die destijds ongeëvenaard was door de hooggeleerde mensen over de wereld.
Een sayed heeft een bijzondere plek in het sjiisme. Een sayed is een bloedverwant van een van de twaalf imams. Uiteindelijk is elke sayed dus bloedverwant van Mohammed.
De sjiieten zijn van mening dat geen enkel mens het recht heeft anderen te discrimineren, laat staan het plegen van geweld tegen anderen op basis van hun afkomst of overtuiging. Ook zijn ze, net als een groot deel van de soennieten, van mening dat moslims elkaar niet moeten bestrijden maar ondanks de verschillen als broeders moeten leven. De sjiieten zien hier een groot voorbeeld in imam Ali ibn Aboe Talib die als een van zijn bekendste uitspraken over anderen heeft gezegd: Mensen zijn van twee soorten; of ze zijn je broeders in religie of ze zijn je gelijken als mens". Deze typerende en krachtige uitspraak van Ali ibn Aboe Talib is namens de Verenigde Naties in 1997 door Kofi Annan geroemd.

## Twee grote martelaren

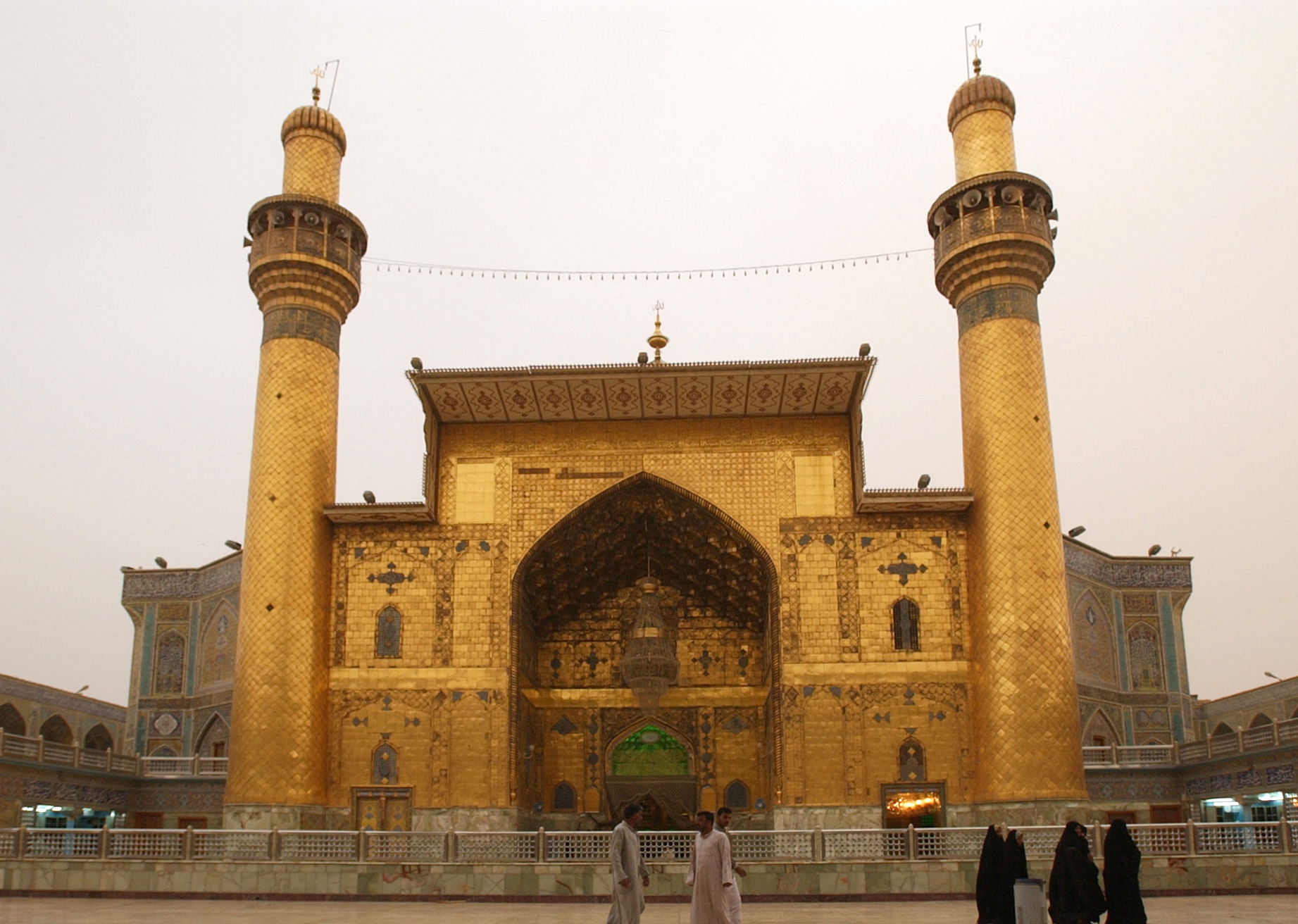
Imam Alimoskee in Najaf, Irak

Ali werd in het jaar 656 als opvolger van Oethman gekozen en werd daarmee de vierde kalief. Nadat de derde kalief Oethman werd vermoord door rebellen behorende tot de khawaridj, ontstond er onenigheid over de daadkrachtigheid van Ali in het vervolgen van de moordenaars van de derde kalief. Onder degenen die hiertegen bezwaar hadden was de toenmalige gouverneur Moe'awiya ibn Aboe Sufyan die tot dezelfde stam als Oethman behoorde. Het geruzie tussen de twee partijen mondde echter uit in twee veldslagen. De Slag van de Kameel in het jaar 656 en de Slag bij Siffin in het jaar 657 waarbij vele duizenden mensen het leven lieten. Ali werd in het jaar 661 vermoord door een rebellerende partij, de khawaridj die hij had verslagen in de Slag van Nahrawaan. Zijn opvolger en oudste zoon Hassan werd korte tijd hierna vergiftigd. Ali's tweede zoon, Hoessein, werd in de Slag bij Karbala gedood. (zie hierboven)
In de islamitische traditie, en in het bijzonder binnen de sjiitische islam nemen de sjahied, de martelaren, een bijzondere plaats in. Nog altijd worden Ali en Hoessein door de sjiieten vereerd als de twee grote martelaren. De heiligdommen die gebouwd zijn rond hun graftombes in de Iraakse steden Najaf, Koefa en Karbala zijn voor de sjiieten zeer heilige plaatsen. Martelaarschap is een van de principes die binnen het sjiisme een belangrijke plaats innemen. Deze gebeurtenissen markeren het grote 'schisma' (fitna) binnen de islam.

## Stromingen binnen het sjiisme
Binnen het sjiisme zijn er drie belangrijke stromingen.

### Ithna ashri
Het grootste deel van de sjiieten behoort tot de ithna ashri die ook wel de "twaalvers" worden genoemd omdat zij na Ali nog elf andere imams hebben gekend. Zij geloven dat de twaalfde en laatste imam, Mohammed al-Mahdi, door God wordt beschermd en aan het einde der tijden terug zal keren om vrede en rechtvaardigheid te stichten. Landen met een demografische meerderheid van twaalvers zijn: Azerbeidzjan, Bahrein, Irak, Iran en Libanon. Afghanistan, Pakistan en Saoedi-Arabië hebben een aanzienlijke demografische minderheid van twaalvers.

### Ismaïlisme
Een andere stroming binnen het sjiisme is het ismaïlisme. In aantallen is deze stroming veel kleiner dan de ithna ashri, maar de aanhangers van deze stroming hebben in de loop van de geschiedenis veel invloed gehad. Zo stichtten zij ooit een groot rijk dat zich in zijn hoogtijdagen uitstrekte van de Atlantische Oceaan in Afrika, tot aan de heilige steden Jeruzalem, Mekka en Medina. Het Fatimidenrijk, zoals dit rijk wordt genoemd, bestond van het jaar 909 tot 1171. Ismaïlieten erkennen de eerste zes van de twaalf imams. Landen met aanzienlijke minderheden ismaïlieten: Pakistan en India (in de regio Kasjmir).
Na de ineenstorting van het Fatimidenrijk, wisten ismaïlieten een aantal forten in Perzië te veroveren, onder andere het fort van Alamout. Deze groep ismaïlieten kwam bekend te staan onder de naam Assassijnen. Ze stonden erom bekend dat ze, als ze bedreigd werden, niet schuwden om de leiders van hun vijanden door middel van aanslagen om het leven te brengen. Tegenwoordig zijn de ismaïlieten verspreid over de hele wereld. Voor de meeste ismaïlieten is prins Shah Karim, Aga Khan IV de 49e imam (waarbij Ali de eerste imam is).

### Zaïdisme
Deze kleinere stroming staat ook wel bekend als de "vijvers" omdat zij de eerste vier van de twaalf imams erkennen, maar met de ithna ashri van mening verschillen over de vraag wie de vijfde imam is. Het zaïdisme is een vrij gematigde stroming die vooral in Jemen een belangrijk deel van de bevolking uitmaakt. Noord-Jemen heeft van 898 tot 963 een regerende imam gekend die tot het zaïdisme behoorde. Landen met een aanzienlijke demografische minderheid vijvers: Jemen (het voormalige koninkrijk Noord-Jemen, de voormalige republiek Noord-Jemen) en het zuidwesten van Saoedi-Arabië. Ook de Houthi's horen in meerderheid bij het zaïdisme.
|                  | Zaidïsme (Vijvers)     | Ismaïlisme (Zeveners)                                        | Ithna ashri (Twaalvers)                               |
| ---------------- | ---------------------- | ------------------------------------------------------------ | ----------------------------------------------------- |
| Aantal imams     | 5                      | 50                                                           | 12                                                    |
| Verspreiding     | Jemen en Saoedi-Arabië | Syrië, Libanon, Tadzjikistan, Afghanistan, Pakistan en India | Iran, Irak, Bahrein, Azerbeidzjan, Koeweit en Libanon |
| Geschatte aantal | 10 miljoen             | 5 tot 15 miljoen                                             | 200 tot 300 miljoen                                   |
| Schisma          | 713                    | 760                                                          | 760                                                   |

## Nederland
In Nederland zijn er verschillende sjiitische organisaties die bijeenkomsten organiseren. Een belangrijke ontmoetingsplaats voor sjiieten in Nederland is het Islamitisch Centrum Mehfil-e-Ali en Stichting Al Cauthar te Den Haag.

## Spelling
Volgens het Groene Boekje is sjiisme de juiste spelling, evenals sjiiet(en) en sjiitisch. Andere varianten zoals sji'isme en shi'isme komen echter veelvuldig voor.
Het Witte Boekje vermeldt de schrijfwijzen sjiiet en sjiitisch.